# 札幌市教育委員会
札幌市教育委員会（さっぽろしきょういくいいんかい）は、北海道札幌市中央区北2条西2丁目、STV北2条ビルに拠点を置く、札幌市の組織。札幌市内の教育に関連した調査などを行う行政委員会である。

## 概要
組織は大きく分けて生涯学習部（総務、政策、保健、給食、学校施設等を所管）、学校教育部（教科書の採択、学習指導、教育センター、教職員等を所管）、中央図書館の3つで構成される。

## 参考・外部リンク
- 札幌市教育委員会ホームページ